# Roman Havlíček
Roman Havlíček (* 24. listopadu 1959) je bývalý český fotbalista, brankář.

## Fotbalová kariéra
V československé lize hrál za SK Dynamo České Budějovice. V československé lize nastoupil ve 3 utkáních.

## Ligová bilance
| Ročník                                   | Zápasy | Góly | Klub                       |
| ---------------------------------------- | ------ | ---- | -------------------------- |
| 1. česká národní liga 1981/82            | 7      | 0    | SK Dynamo České Budějovice |
| 1. česká národní liga 1982/83            | 6      | 0    | SK Dynamo České Budějovice |
| 1. česká národní liga 1983/84            | 6      | 0    | SK Dynamo České Budějovice |
| 1. česká národní liga 1984/85            | 1      | 0    | SK Dynamo České Budějovice |
| 1. československá fotbalová liga 1985/86 | 3      | 0    | SK Dynamo České Budějovice |
| CELKEM                                   | 23     | 0    |                            |